# Henry Darcourt
Joseph Henri Tribout dit Henry Darcourt, né le 21 février 1865 à Besançon et mort le 7 mars 1926 également à Besançon, est un journaliste et auteur dramatique français.

## Œuvres
- 1897 : Je prends le Transatlantique !, chansonnette, paroles de H. Darcourt et Delphi Fabrice, musique de Henri Rosès
- 1897 : La Bouquetière !, chanson, paroles de Lucien Puech et H. Darcourt, musique de Henri Rosès
- 1897 : Pour séduire les Hommes !, chansonnette, paroles de H. Darcourt, musique de B. Holzer
- 1898 : 22 ! les deux cocottes, fantaisie-opérette en 1 acte et 2 tableaux, avec Victor de Cottens, musique de Rosès, Scala, 5 novembre
- 1910 : Rikiki dans son répertoire, opérette, avec Maurice Lupin et Louis Urgel, Tréteau-Royal, janvier
- 1912 : L’Évasion du capitaine, grand drame patriotique en 5 actes, avec Serge Basset, Gaité-Rochechouart, 3 mai
- 1913 : Chanson de l'arpette, paroles de Serge Basset et Henry Darcourt, musique de H. Darcourt
- 1913 : Le Petit Sac, comédie en 3 actes, Comédie-Royale, 24 octobre
- 1932 : Mon amant, opérette en trois actes, avec Maurice Lupin et Jacques Ardot, musique de Victor Alix, théâtre de la Potinière, 31 mars 1932 et théâtre de la Scala, 4 mai